# Lucrezia Alidosi
Lucrezia Alidosi (... – Ferrara, després de 1456) fou una noble italiana, dama consort de Forlì.

## Biografia
Era filla de Ludovico Alidosi, senyor d'Imola.
El 3 de juliol de 1412 es va casar amb el gibel·lí Giorgio Ordelaffi, senyor de Forlì. Quan aquest va morir el gener de 1423, va deixar la seva esposa i el govern de l'estat sota la tutela del duc de Milà Felip Maria Visconti, que va veure l'oportunitat d'intentar la conquesta de la Romanya.
Lucrècia, una güelfa com la seva família, va prendre el poder en nom del seu fill petit Tebaldo, que havia estat enviat a casa del seu pare, Ludovico Alidosi. El duc de Milà, havent vist el testament de Giorgio Ordelaffi, va reclamar la tutela de Tebaldo, el futur senyor de Forlì, i va enviar els seus ambaixadors a Lucrècia per persuadir-la que acceptés les seves condicions. El 14 de maig de 1423, va ser feta presonera després d'un aixecament popular que va establir un govern sota el nom del seu fill Teobaldo. El 2 de juny, va escapar de Forlì sortint per una finestra a la nit i es va refugiar a Forlimpopoli, que li va romandre lleial. Els florentins, tement una expansió dels Visconti cap a les seves fronteres, van enviar Pandolfo III Malatesta amb homes armats en ajuda de Lucrècia, però van ser derrotats en batalla el 6 de setembre. Filippo Maria Visconti, a més de mantenir el poder a Forlì, també va aconseguir enganyar i prendre Imola el 2 de febrer de 1424, fent presoner Ludovico Alidosi. Els florentins van intentar restablir el suport de Forlì amb un exèrcit més poderós, però van ser derrotats pels milanesos a la batalla de Zagonara el 28 de juliol de 1424. Els Visconti també van assetjar i capturar Forlimpopoli el 13 d'agost, cosa que va fer que Lucrècia i el seu fill Tebaldo fugissin a Rimini, on es van unir a la cort malatestiana. El 23 de juliol de 1425, Tebaldo va morir de pesta a Rimini, i la seva mare va decidir retirar-se al monestir del Corpus Domini de Ferrara, on probablement va morir després de 1456, l'any de la seva elecció com a superiora del convent.

## Descendència
Lucrezia i Giorgio van tenir dos fills:
- Tebaldo (1413-1425), que va succeir el seu pare en el senyoriu des del 1423;
- N.N., filla (1418-1425).